# 林家翾
林家翾（1991年9月5日—），台灣男子羽毛球運動員，現為合作金庫羽球隊成員及泰北高中羽球隊教練。

## 簡歷
林家翾為合作金庫羽球隊成員，有一兄弟林家豪同為羽球選手。
2013年7月，代表合庫的林家翾在全國羽球排名賽的甲組男單決賽中，以2比0（21-13、21-8）輕取土銀的萬佳鑫，奪個人生涯排名賽首冠，從而入選東亞運代表隊。同年9月，林家翾出戰波蘭羽毛球國際賽，與許雅晴在混雙決賽中擊敗隊手，拿下個人生涯首個國際賽冠軍。
2019年，臺北市私立泰北高級中學成立羽球隊，並與合庫羽球隊開始建教合作，林家翾自此擔任該校羽球隊教練。

## 主要比賽成績
只列出曾進入準決賽的國際賽事成績：
| 年份   | 賽事                   | 公開賽級別 | 項目     | 搭檔   | 成績   |
| ------ | ---------------------- | ---------- | -------- | ------ | ------ |
| 2013年 | 波蘭羽毛球國際賽       | 國際系列賽 | 混合雙打 | 許雅晴 | 冠軍   |
| 2013年 | 東亞運動會羽毛球比賽   | 其他       | 男子團體 | －     | 銅牌   |
| 2014年 | 波蘭羽毛球國際賽       | 國際系列賽 | 男子單打 | －     | 準決賽 |
| 2014年 | 波蘭羽毛球國際賽       | 國際系列賽 | 男子雙打 | 林家豪 | 準決賽 |
| 2014年 | 捷克羽毛球國際賽       | 國際挑戰賽 | 男子雙打 | 林家豪 | 準決賽 |
| 2016年 | 世界大學生羽毛球錦標賽 | 其他       | 混合團體 | －     | 冠軍   |
| 2016年 | 美國羽毛球國際挑戰賽   | 國際挑戰賽 | 男子雙打 | 林家豪 | 準決賽 |
| 2017年 | 越南羽毛球國際挑戰賽   | 國際挑戰賽 | 男子單打 | －     | 準決賽 |

| 2007-2017年 | 首要超級賽 | 超級賽 | 黃金大獎賽 | 大獎賽 | 國際挑戰賽 | 國際系列賽 | 未來系列賽 | 其他 |

| 2018-2026年 | 總決賽 | 超級1000賽 | 超級750賽 | 超級500賽 | 超級300賽 | 超級100賽 | 國際挑戰賽 | 國際系列賽 | 未來系列賽 | 其他 |